# Carlo Schönhaar
Carlo Schönhaar (* 20. November 1924 in Hedelfingen bei Stuttgart; † 17. April 1942 in Paris) war ein deutscher Widerstandskämpfer in der Résistance.

## Leben

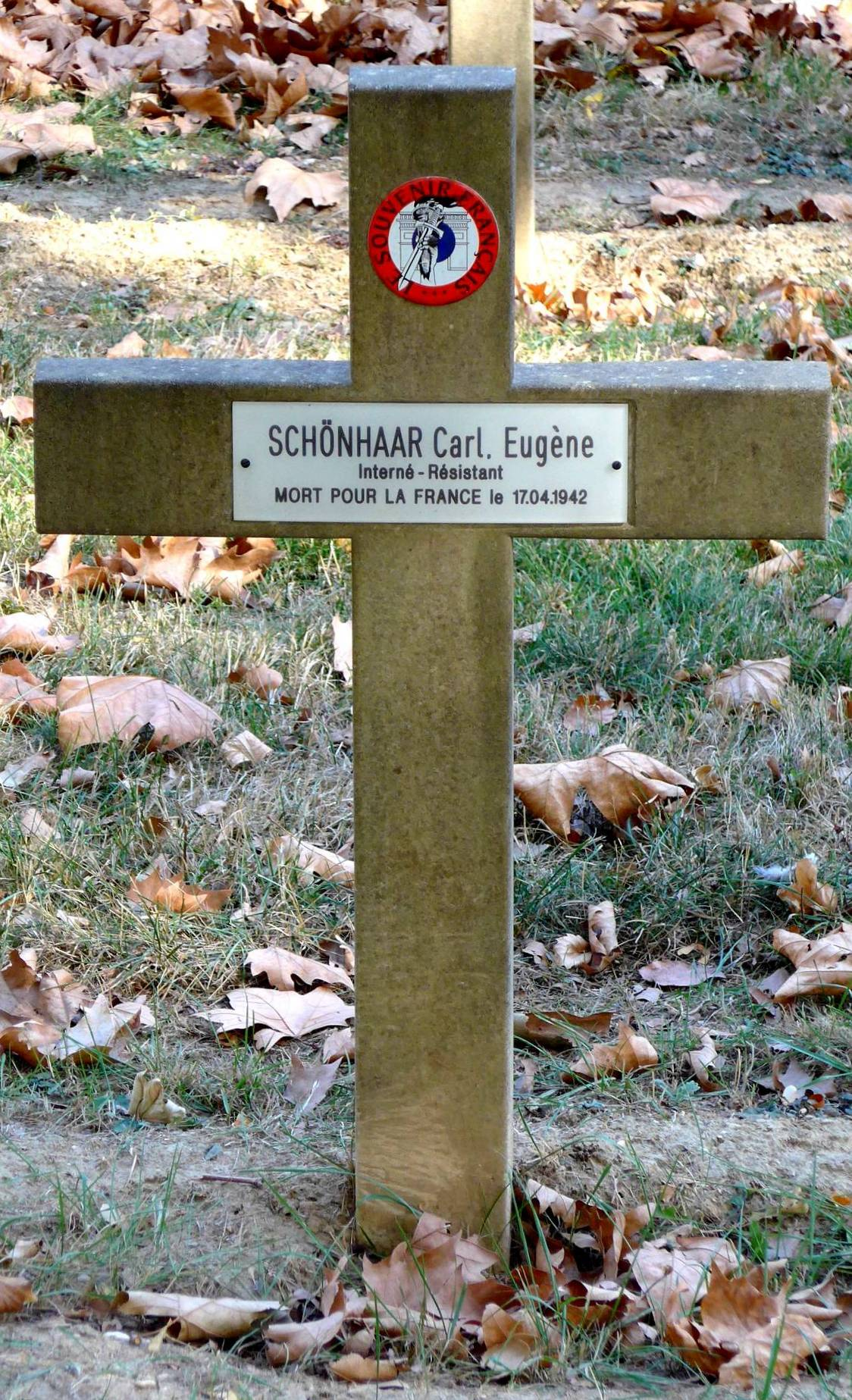
Grab auf dem Pariser Friedhof Ivry

Carlo Schönhaar war der Sohn des kommunistischen Widerstandskämpfers Eugen Schönhaar. Er flüchtete mit seiner Mutter Odette Schönhaar nach der Denunziation und Verhaftung des Vaters zu den Großeltern nach Lausanne, später von dort nach Südfrankreich, wo er trotz seines „illegalen“ Aufenthalts seine Schulausbildung fortsetzen konnte. Ab 1941 lebte er mit seiner Mutter in Paris, wo er ein Gymnasium besuchte und Kontakte zur französischen Widerstandsbewegung erhielt. Er beteiligte sich an einem Schulstreik und wurde deshalb relegiert.
Als Mitglied der Bataillons de la Jeunesse beteiligte er sich an der Vorbereitung für einen Anschlag auf eine gegen die Sowjetunion gerichtete Propagandaausstellung der Besatzungsbehörden. Durch einen Gestapo-Spitzel flog die Widerstandsgruppe im März 1942 auf und Carlo Schönhaar wurde zusammen mit seinen französischen Freunden verhaftet. Ein deutsches Kriegsgericht führte vom 7. bis 14. April 1942 einen Schauprozess in Paris durch und verurteilte alle 24 Angeklagten zum Tod. Obwohl die deutschen Gesetze Todesurteile gegen Personen, die das 18. Lebensjahr noch nicht vollendet hatten, grundsätzlich nicht erlaubten,  wurde Carlo Schönhaar als 17-Jähriger zusammen mit anderen Widerstandskämpfern auf dem Mont Valérien erschossen.
Seine Mutter Odette Schönhaar hatte sich ebenfalls der französischen Widerstandsbewegung angeschlossen und wurde einen Tag nach Carlos Verhaftung festgenommen. Nach 17 Tagen im Pariser Gefängnis La Santé und sechs Monaten Gestapohaft in Berlin wurde sie ins KZ Ravensbrück deportiert, wo sie bis zur Befreiung durch die Rote Armee im April 1945 inhaftiert war. Nach dem Krieg kehrte Odette Schönhaar nach Frankreich zurück und arbeitete für die L’Humanité, das Zentralorgan der Kommunistischen Partei Frankreichs.

## Ehrungen
- In Ribnitz-Damgarten gibt es die Jugendherberge Carlo Schönhaar.
- Der Zubringertrawler Carlo Schönhaar des VEB Hochseefischerei wurde nach ihm benannt.[2]
- Im Haus der Chemie in Paris gibt es eine Gedenktafel für Carlo Schönhaar und seine Freunde.
- Die Post der DDR gab eine Briefmarke mit seinem Porträt heraus.
- Ein Zubringertrawler mit der Fischereikennnummer ROS 407 der „Artur Becker“-Baureihe erhielt ebenfalls seinen Namen.